# Charles Vialart
Charles Vialart fue un feuillant, arzobispo de Avranches e historiador de Francia, nacido en 1592 y fallecido en 1644.

## Biografía
Charles fue tío de Félix de Vialart, obispo y conde de Chalons-Sur-Marne, quien tomó Félix como modelo a San Carlos Borromeo, estableciendo un seminario con la correspondiente renta, teniendo acceso a él los pobres y ricos e instituyendo conferencias eclesiásticas y reunió diversos sínodos (Félix publicó un Ritual en 1649 y Ordenanzas y Cartas Pastorales para el restablecimiento de la disciplina y para la administración de los Sacramentos; Pedro Garnier, cura de la diócesis, compuso una recopilación de los principales hechos de la vida de Félix de Vialart, sobrino de Charles).
Charles, de gran juicio y prudencia, profesó en París el 26 de abril de 1615 y fue cuatro veces general de la Orden, y como era pariente del canciller Seguier, fue nombrado obispo de Avranches en 1640, hallándose desempeñando el onceno año de su generalato.
Charles murió en su castillo , el 15 de septiembre a la edad de 52 años y su corazón fue levado a su Orden en París, y escribió unas memorias del Cardenal Richelieu, desde la entrada en el ministerio de éste hasta 1633, y añadió muchas actas, cartas y otros documentos concernientes a las negociaciones con el Piamonte.

## Obra
- Geografía sacra, Ámsterdam, 1711.
- Memorias del ministerio del cardenal Richelieu, con diversas reflexiones políticas, París, 1659 en fólio.
- Ministerio del cardenal Mazarino,..
- Don Morosio, feuillant, autor de Cistertium refloresans atribuye a Charles Vialart Tabula Magdalenae, París en 8º
- En la obra de Cárlos Sarel llamada Biblioteca francesa se citan de Charles Vialart, las siguientes:
  - Elocuencia francesa
  - Templo de felicidad